# Sandoyartunnilin
De Sandoyartunnilin is een verkeerstunnel op de Faeröer, een eilandengroep die een autonoom gebied vormt binnen het Koninkrijk Denemarken. De toltunnel verbindt de eilanden Streymoy en Sandoy en vervangt de veerdienst tussen deze eilanden. De tunnel is ongeveer 10,8 kilometer lang en daarmee de langste tunnel van de Faeröer. Op 21 december 2023 is de tunnel in gebruik genomen en werd per ommegaande de veerdienst tussen Skopun  en Streymoy buiten dienst gesteld.
In 2004 werd door de Faeröerse overheid opdracht gegeven voor een haalbaarheidsstudie van de tunnel. In 2005 concludeerde Landsverk Føroya dat een tunnel haalbaar was en dat de kosten van 610 miljoen Faeröerse kronen volledig zouden kunnen worden terugbetaald door middel van tolheffing.
Volgens de planning uit 2014 zou hij in 2021 worden opgeleverd, maar door een politieke crisis over de eigenaar en rechtsvorm van een vergelijkbaar project – de Eysturoyartunnilin – was enig uitstel noodzakelijk. 
In 2014 werd besloten om de tunnel daadwerkelijk te bouwen. De tunnel wordt samen met de nieuwe Eysturoyartunnel gefinancierd door middel van kruissubsidie. Beide tunnels zijn uiteindelijk als één project aanbesteed en in publiek eigendom. De kosten van de Sandoyartunnilin werden inmiddels geschat op 865 miljoen kronen. Volgens onderzoek zullen dagelijks 350 tot 400 voertuigen er gebruik van maken.
De bouw begon officieel in 2018 en de eerste boringen vonden in 2019 plaats, toen de eerste tunnelmachine van de Eysturoyartunnilin klaar was en overgeplaatst werd. Het diepste punt ligt op 155 meter onder de zeespiegel. De beide tunnelboorpijpen raakten verbonden op 3 februari 2022. De aangepaste geplande opleverdatum is naar eind 2023 verschoven. De tunnel heeft ingangen bij de voormalige veerhaven Gamlarætt op het eiland Streymoy, ten westen van Tórshavn, en in Traðardalur – in het midden van Sandoy, tussen de dorpen Skopun en Sandur.
Veerhaven Gamlarætt blijft in gebruik voor het veer naar het eiland Hestur.